# Bengt Börjeson
Bengt Börjeson, folkbokförd Bengt Olof Börjesson, född 13 juli 1932 i Göteborg, död 30 augusti 2012 i Sofia församling i Stockholm, var en svensk psykolog och professor i socialt arbete.
Genom utbildning till folkskollärare och senare till psykolog valde Börjeson en akademisk bana för att landa i en professur. År 1950 hamnade han på Barnbyn Skå som praktikant. Denna institution hade startat några år tidigare och leddes av den legendariske Gustav Jonsson, även kallad "Skå-Gustav". Syftet med verksamheten var i korthet att utmana tidens auktoritära syn på "vanartiga barn" och behandlingen av dessa. Trots att Skå motarbetades av etablissemanget fick institutionen stort inflytande över socialpolitikens utveckling. Börjeson disputerade i kriminologi 1966 med avhandlingen Om påföljders verkningar. Genom en egenhändigt konstruerad matematisk modell kunde han statistiskt påvisa att ungdomar som inte frihetsberövades som straff för brott återföll i mindre utsträckning än de som frihetsberövades. Avhandlingen blev ett starkt argument för avskaffandet av ungdomsfängelser.
År 1971 efterträdde Börjeson sin mentor Gustav Jonsson som chef över Barnbyn. Uppdraget varade 1971–1981. Under dessa år utvecklades och genomfördes bland annat projektet "Barn i Kris" som fick stor betydelse för hur fosterhemsplaceringar skulle gå till under LVU. Ambitionen var att i så stor utsträckning som möjligt bevara kontakten mellan barn och biologiska föräldrar. Projektet fick till följd att fosterhemsplaceringar som åtgärd reducerades i Sverige. 
År 1981 blev Bengt Börjeson professor i socialt arbete vid Umeå universitet. 1991–1997 verkade han som rektor för Lärarhögskolan i Stockholm. I mitten på 90-talet initierade Börjeson projektet "Early Intervention Institute" (EII) i Sankt Petersburg - ett projekt som senare övertogs av Ersta Sköndal högskola där Börjeson var verksam som adjungerad professor från och med 1997. Projektet syftade till att ge föräldrar stöd och möjlighet att inte barnhemsplacera sina psykiskt eller fysiskt handikappade barn. Projektet blev framgångsrikt och ledde till en påtaglig minskning av institutionsplaceringar i Ryssland.  
Bengt Börjeson skrev ett stort antal fackböcker, bland annat Samtal med K (1974), Behandlingen (1977), Inre och yttre tvång (1979) Se människan. Tio föreläsningar om Jean-Paul Sartres bok Varat och Intet (1986) och Förstå socialt arbete (2008)  men även skönlitterära verk. 2005 sändes hans följetong Om lejon kunde tala som sommardeckare i P1. 
Han var från 1971 fram till sin död gift med Kerstin Vinterhed. Bengt Börjeson är begravd på Skogskyrkogården i Stockholm.